# Tahta
Tahta (en arabe : طهطا, Ṭahṭā) est une ville de Haute-Égypte, du Gouvernorat de Sohag, située sur la rive droite du Nil.
Elle regroupe les localités de :
- Bani Harb (arabe : بني حرب)
- Banja (arabe : بنجا)
- El-Sawalem (arabe : السوالم)
- Shattoura (arabe : شطورة)
- Al-Koum al-Asfar (arabe : الكوم الأصفر)

## Personnalités originaires de Tahta
- Rifa'a al-Tahtawi
- Naguib Sawiris
- Mohamed Kamel Moursey Pacha (1889-1957), juriste égyptien